# 土木工程歷史地標列表
本列表收錄由美國土木工程師學會評選的土木工程歷史地標（英語：Historic Civil Engineering Landmarks）。美國土木工程師學會自1964年开始逐年评选出世界上有里程碑意义的工程建筑，在美國國內者授予「國家土木工程歷史地標」稱號（National Historic Civil Engineering Landmarks），在海外者則授予「國際土木工程歷史地標」稱號（International Historic Civil Engineering Landmarks），并于古迹所在地立铜匾石碑作为纪念。

## 澳大利亚
- 悉尼港湾大桥
- 澳洲东南部雪山水利工程

## 法国
- 国立桥路学校（École Nationale des Ponts et Chaussées ）
- 艾菲尔铁塔

## 英国
- 埃迪斯通灯塔
- 泰晤士河隧道
- 塞文河铁桥
- 大西部铁路

## 中国
- 安济桥
- 清明桥

## 其他国家
- 巴拿马运河
- 葡萄牙玛丽亚皮亚桥
- 伊朗波斯波利斯